# Millie y Christine McCoy
Millie y Christine McCoy (11 de julio de 1851, Witheville, Columbus, Carolina del Norte – 9 de octubre de 1912, Whiteville, Columbus Carolina del Norte), conocidas como El Ruiseñor de Dos Cabezas, fueron unas artistas y cantantes siamesas pigópagas (unidas por la parte baja de la espalda y las nalgas) estadounidenses afroamericanas, que tuvieron gran éxito exhibiéndose en espectáculos de rarezas y teatros a finales del siglo XIX.

## Primeros años
Sus padres, Jacob y Monimia, habían tenido otros siete hijos normales y su amo, un herrero llamado Jabez McKay resolvió, visto su aspecto poco apto para trabajar y extraño, venderlas con ocho o diez meses junto con su madre, al showman John Pervis por 1000 dólares. Pervis empezó de inmediato a exhibirlas como "Las siamesas de Carolina" hasta que con cuatro años las vendió a Brower, representante del rico comerciante Joseph Pearson Smith. Brower fue engañado y otro supuesto socio, las secuestró. Fueron exhibidas en pases privados, sobre todo a médicos, hasta que Brower y Smith consiguieron localizarlos dos años después en Birmingham (Inglaterra). Tras un largo juicio y como en Inglaterra no existía la esclavitud, fueron puestas en libertad bajo custodia de su madre. Monimia, ignorando cómo proceder, entregó la custodia y propiedad a Smith.

## Éxito
Smith reunió a las niñas con su madre y siguió exhibiéndolas. Para aumentar el interés y calidad de la actuación, decidió educarlas y convertirlas en auténticas profesionales del espectáculo de rarezas (freak show). La señora Smith les enseñó a leer y escribir, coser y buenos modales y les pagaron clases de protocolo, música, canto y baile. Torpes y analfabetas, se convirtieron en educadas señoritas que bailaban, corrían y hasta saltaban a la comba. Resultaron poseer unas extraordinarias voces (una soprano y la otra contralto) por las que fueron presentadas como "El Ruiseñor de Dos Cabezas".
En 1862 el señor Smith murió y su posesión pasó a su hijo Joseph. Poco después obtendrían la libertad por la abolición de la esclavitud en EE. UU. pero, agradecidas, continuaron con la viuda y el hijo de Smith como representantes. Joseph decidió en una vuelta de tuerca, describir al Ruiseñor como Millie-Christine, una chica con dos cabezas, cuatro brazos y cuatro piernas. Fueron contratadas por P. T. Barnum, que las convirtió en un éxito mundial con varias giras internacionales, durante las que fueron recibidas por la reina Victoria. Llegaron a cantar canciones escritas expresamente para ellas y bailaban vals y tocaban a un tiempo una la guitarra y la otra el piano en los principales teatros y salas del mundo.

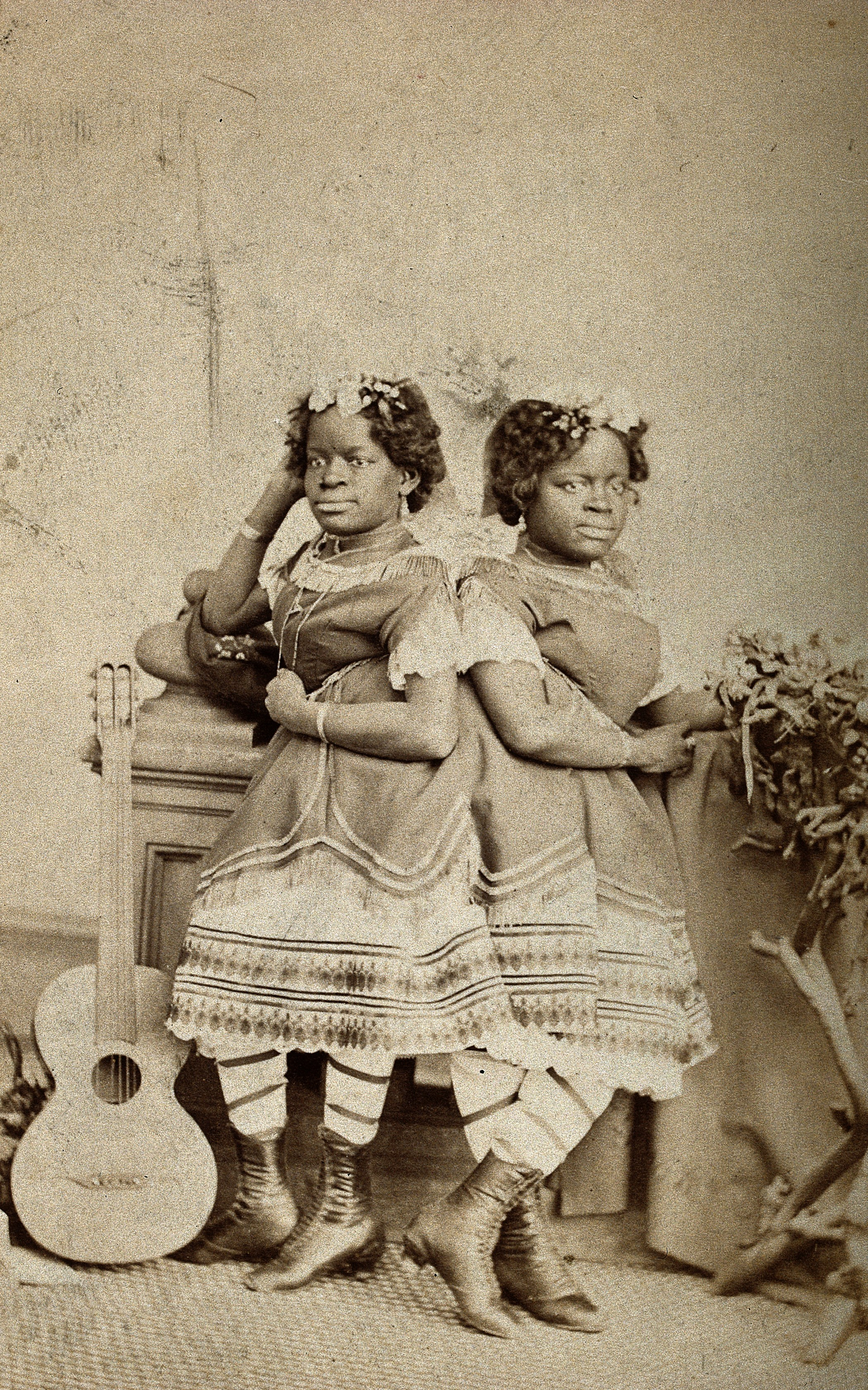
Millie y Christine, 1871.

Al igual que Chang y Eng, fueron sometidas a numerosos exámenes médicos para establecer su grado de unión, pero a diferencia de los siameses, ellas estaban contentas con su condición y en ningún momento expresaron su deseo de ser separadas. Gracias a su sueldo de 600 dólares semanales, ayudaron en la manutención de sus numerosos hermanos y sus padres compraron la granja de su antiguo amo.

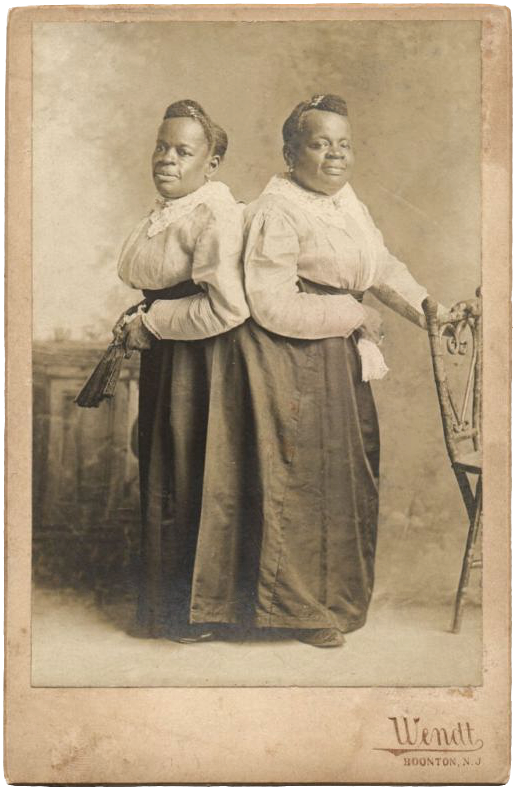
Millie y Christine, hacia 1900.

## Últimos años
A pesar de su condición física y racial, Millie y Christine conocieron una educación, viajaron y fueron ricas y reconocidas, todo lo cual la inmensa mayoría de mujeres normales afroamericanas de su época no podían ni soñar. De manera anónima, fundaron un colegio para niños negros e hicieron donaciones a varias universidades. Se retiraron poco después de cumplir treinta años, volviendo a su casa natal con sus padres y hermanos, viviendo tranquilamente entre los recuerdos de sus giras. Millie enfermó de tuberculosis y murió el 9 de octubre de 1912, su hermana Christine falleció 17 horas después. En su lápida se lee: "Un alma con dos pensamientos. Dos corazones que laten como uno".